# TOP500
TOP500 – strona internetowa przedstawiająca listę 500 superkomputerów uzyskujących najlepsze wyniki w teście LINPACK. Lista jest aktualizowana dwa razy w ciągu roku i prezentowana na dwóch konferencjach naukowych: w czerwcu na ISC High Performance i w listopadzie na ACM/IEEE Supercomputing Conference.
Na stronie umieszczane są również historyczne listy od 1993 roku, wraz ze statystykami pokazującymi min. położenie geograficzne prezentowanych superkomputerów, ich producentów, używane technologie, architekturę i przeznaczenie. Na podstawie danych historycznych pokazany jest też ogólny trend, pokazujący podwajanie się wyników superkomputerów średnio co 14 miesięcy, zgodnie z prawem Moore’a. Rekordzista rankingów 51-53 (lata 2018 i '19), amerykański Summit, uzyskał wynik ponad 2 miliony razy większy niż rekordzista z 1993 roku, CM-5.

Wykładniczy wzrost mocy obliczeniowej superkomputerów od roku 1993 – na podstawie strony top500.org. Na osi pionowej podana jest moc obliczeniowa w GFLOPS.
Suma mocy obliczeniowej 500 najszybszych superkomputerów
Najszybszy superkomputer na świecie
Superkomputer na 500. miejscu

     Suma mocy obliczeniowej 500 najszybszych superkomputerów
     Najszybszy superkomputer na świecie
     Superkomputer na 500. miejscu

## Historia

### Pierwsza piątka z 63. rankingu 06/2024
1. Frontier[3], USA
2. Aurora, USA
3. Eagle, USA
4. Fugaku, Japonia
5. Lumi, Finlandia

### Pierwsza piątka z 55. rankingu 06/2020
1. Fugaku[4], Japonia
2. Summit, USA
3. Sierra, USA
4. Sunway TaihuLight, Chińska Republika Ludowa
5. Tianhe-2, Chińska Republika Ludowa

### Pierwsza piątka z rankingów 53-54 (06/2019-11/2019)
1. Summit, USA[5][6]
2. Sierra, USA
3. Sunway TaihuLight, Chińska Republika Ludowa
4. Tianhe-2, Chińska Republika Ludowa
5. Frontera, USA

### Pierwsza piątka z 52. rankingu 11/2018
1. Summit, USA[7]
2. Sierra, USA
3. Sunway TaihuLight, Chińska Republika Ludowa
4. Tianhe-2, Chińska Republika Ludowa
5. Piz Daint(inne języki), Szwajcaria

### Pierwsza piątka z 51. rankingu 6/2018
1. Summit, USA[8]
2. Sunway TaihuLight, Chińska Republika Ludowa
3. Sierra, USA
4. Tianhe-2, Chińska Republika Ludowa
5. AI Bridging Cloud Infrastructure(inne języki), Japonia

### Pierwsza piątka z 50. rankingu 11/2017
1. Sunway TaihuLight, Chińska Republika Ludowa[9]
2. Tianhe-2, Chińska Republika Ludowa
3. Piz Daint(inne języki), Szwajcaria
4. Gyoukou(inne języki), Japonia
5. Titan, USA

### Pierwsza piątka z 49. rankingu 6/2017
1. Sunway TaihuLight, Chińska Republika Ludowa[10]
2. Tianhe-2, Chińska Republika Ludowa
3. Piz Daint(inne języki), Szwajcaria
4. Titan, USA
5. Sequoia, USA

### Pierwsza piątka z 48. rankingu 11/2016
1. Sunway TaihuLight, Chińska Republika Ludowa[11]
2. Tianhe-2, Chińska Republika Ludowa
3. Titan, USA
4. Sequoia, USA
5. Cori, USA

### Pierwsza piątka z 47. rankingu 6/2016
1. Sunway TaihuLight, Chińska Republika Ludowa[12]
2. Tianhe-2, Chińska Republika Ludowa
3. Titan, USA
4. Sequoia, USA
5. K computer, Japonia

### Pierwsza piątka z rankingów 41–46 (06/2013–11/2015)
1. Tianhe-2, Chińska Republika Ludowa[13][14][15][16][17][18]
2. Titan, USA
3. Sequoia, USA
4. K computer, Japonia
5. Mira, USA

### Pierwsza piątka z 40. rankingu 11/2012
1. Titan, USA[19]
2. Sequoia, USA
3. K computer, Japonia
4. Mira, USA
5. JUQUEEN, Niemcy

### Pierwsza piątka z 39. rankingu 6/2012
1. Sequoia, USA[20]
2. K computer, Japonia
3. Mira, USA
4. SuperMUC, Niemcy
5. Tianhe-1A, Chiny

### Pierwsza piątka z rankingów 37–38 (06/2011–11/2011)
1. K computer, Japonia[21][22]
2. Tianhe-1A, Chiny
3. Jaguar, USA
4. Nebulae, Chiny
5. TSUBAME 2.0(inne języki), Japonia

### Pierwsza piątka z 36. rankingu 11/2010
1. Tianhe-1A, Chiny[23]
2. Jaguar, USA
3. Nebulae, Chiny
4. TSUBAME 2.0(inne języki), Japonia
5. Hopper, USA

### Pierwsza piątka z 35. rankingu 06/2010
1. Jaguar, USA[24]
2. Nebulae, Chiny
3. Roadrunner, USA
4. Kraken XT5, USA
5. JUGENE(inne języki), Niemcy

### Pierwsza piątka z 34. rankingu 11/2009
1. Jaguar, USA[25]
2. Roadrunner, USA
3. Kraken XT5, USA
4. JUGENE(inne języki), Niemcy
5. Tianhe-1 (Chiny)

### Pierwsza dziesiątka z 33. rankingu

#### Legenda
- Pozycja – pozycja osiągnięta w rankingu TOP500,
- Rdzenie – liczba rdzeni, typy rdzeni
- Rok – rok produkcji lub ostatniej większej zmiany,
- Rmax – maksymalna wydajność osiągnięta w teście LINPACK (w TFLOPS-ach),
- Rpeak – teoretyczna wydajność szczytowa (w TFLOPS-ach).
- Moc – moc całego systemu mierzona w kilowatach (od 2008 roku)

(opublikowana w czerwcu 2009)
| Pozycja | Centrum, kraj                                                             | Nazwa, producent                                      | Rdzenie, typ               | Rok  | Rmax    | Rpeak   | Moc     |
| ------- | ------------------------------------------------------------------------- | ----------------------------------------------------- | -------------------------- | ---- | ------- | ------- | ------- |
| 1       | DOE/NNSA/LANL USA                                                         | Roadrunner – BladeCenter QS22/LS21 Cluster IBM        | 129600 Cell/Opteron        | 2008 | 1105,00 | 1456,78 | 2483,50 |
| 2       | Oak Ridge National Laboratory USA                                         | Jaguar – Cray XT5 Cray                                | 150152 Opteron             | 2008 | 1059,00 | 1381,40 | 6950,60 |
| 3       | Forschungszentrum Jülich Niemcy                                           | JUGENE – Blue Gene/P Solution IBM                     | 294912                     | 2009 | 825,50  | 1002,70 | 2268,00 |
| 4       | NASA/Ames Research Center/NAS USA                                         | Pleiades – SGI Altix ICE 8200EX SGI                   | 51200 Xeon QC 3,0/2,66 GHz | 2008 | 487,01  | 608,83  | 2090,00 |
| 5       | DOE/NNSA/LLNL USA                                                         | BlueGene/L – eServer Blue Gene Solution IBM           | 212992 PowerPC             | 2007 | 478,20  | 596,38  | 2329,60 |
| 6       | National Institute for Computational Sciences/University of Tennessee USA | Kraken XT5 – Cray XT5 Cray                            | 212992 QC 2,3GHz           | 2008 | 463,30  | 607,20  | B.D.    |
| 7       | Argonne National Laboratory USA                                           | Blue Gene/P – eServer Blue Gene Solution IBM          | 163840 PowerPC             | 2007 | 450,30  | 557,06  | 1260,00 |
| 8       | University of Texas USA                                                   | Ranger – Sun Blade System Sun Microsystems            | 62976 Opteron              | 2008 | 433,20  | 579,38  | 2000,00 |
| 9       | DOE/NNSA/LLNL USA                                                         | Dawn – Blue Gene/P Solution IBM                       | 147456 Opteron             | 2009 | 415,70  | 501,35  | 1143,00 |
| 10      | Forschungszentrum Jülich Niemcy                                           | JUROPA – Sun Constellation, NovaScale R422-E2 Bull SA | 26304 QuadCore 2,3 GHz     | 2009 | 274,80  | 308,28  | 1549,00 |

### Pierwsza dziesiątka z 32. rankingu
(opublikowana w listopadzie 2008)
| Pozycja | Centrum, kraj                                       | Nazwa, producent                                                          | Rdzenie, typ               | Rok  | Rmax    | Rpeak   | Moc     |
| ------- | --------------------------------------------------- | ------------------------------------------------------------------------- | -------------------------- | ---- | ------- | ------- | ------- |
| 1       | DOE/NNSA/LANL USA                                   | Roadrunner – BladeCenter QS22/LS21 Cluster IBM                            | 129600 Cell/Opteron        | 2008 | 1105,00 | 1456,78 | 2483,50 |
| 2       | Oak Ridge National Laboratory USA                   | Jaguar – Cray XT5 Cray                                                    | 150152 Opteron             | 2008 | 1059,00 | 1381,40 | 6950,60 |
| 3       | NASA/Ames Research Center/NAS USA                   | Pleiades – SGI Altix ICE 8200EX SGI                                       | 51200 Xeon QC 3,0/2,66 GHz | 2008 | 487,01  | 608,83  | 2090,00 |
| 4       | DOE/NNSA/LLNL USA                                   | BlueGene/L – eServer Blue Gene Solution IBM                               | 212992 PowerPC             | 2007 | 478,20  | 596,38  | 2329,60 |
| 5       | Argonne National Laboratory USA                     | Blue Gene/P – eServer Blue Gene Solution IBM                              | 163840 PowerPC             | 2007 | 450,30  | 557,06  | 1260,00 |
| 6       | University of Texas USA                             | Ranger – Sun Blade System Sun Microsystems                                | 62976 Opteron              | 2008 | 326,00  | 503,81  | 2000,00 |
| 7       | NERSC/LBNL USA                                      | Franklin – Cray XT4 Cray                                                  | 38642 Opteron              | 2008 | 266,30  | 355,51  | 1150,00 |
| 8       | Oak Ridge National Laboratory USA                   | Jaguar – Cray XT4 Cray                                                    | 30976 Opteron              | 2008 | 205,00  | 260,20  | 1580,71 |
| 9       | NNSA/Sandia National Laboratories USA               | Red Storm – Sandia/Cray Red Storm, XT3/4, 2,4/2,2 GHz dual/quad core Cray | 38208 Opteron              | 2008 | 204,20  | 284,00  | 2506,00 |
| 10      | Total Exploration Production Chiny                  | Dawning 5000A, QC Opteron 1,9 GHz, Infiniband SGI                         | 30720 Xeon                 | 2008 | 180,60  | 233,47  | b.d.    |
| 67      | Politechnika Gdańska Polska                         | Galera – ACTION Cluster ACTION                                            | 5336 Xeon                  | 2008 | 38,17   | 49,73   | b.d.    |
| 220     | Uniwersytet Warszawski Polska                       | BladeCenter QS22 Cluster IBM                                              | 2016 Cell                  | 2008 | 18,57   | 30,46   | b.d.    |
| 310     | Cyfronet (AGH) Polska                               | Zeus – HP Cluster Platform 3000BL Hewlett-Packard                         | 2048 Xeon                  | 2008 | 15,95   | 20,48   | b.d.    |
| 336     | Poznańskie Centrum Superkomputerowo-Sieciowe Polska | Cluster Platform 3000 BL460c Hewlett-Packard                              | 2048 Xeon                  | 2008 | 15,95   | 20,48   | b.d.    |
| 371     | Nasza Klasa Polska                                  | Cluster Platform 3000 BL460c Hewlett-Packard                              | 2048 Xeon                  | 2008 | 15,30   | 28,48   | b.d.    |
| 494     | Telekomunikacja Polska Polska                       | Cluster Platform 3000 BL460c Hewlett-Packard                              | 2304 Xeon                  | 2008 | 12,82   | 23,04   | b.d.    |

### Pierwsza dziesiątka z 31. rankingu
(opublikowana w czerwcu 2008)
| Pozycja | Centrum, kraj                                        | Nazwa, producent                                   | Rdzenie, typ   | Rok  | Rmax    | Rpeak   | Moc     |
| ------- | ---------------------------------------------------- | -------------------------------------------------- | -------------- | ---- | ------- | ------- | ------- |
| 1       | DOE/NNSA/LLNL USA                                    | Roadrunner – BladeCenter QS22 Cluster IBM          | 122400 Cell    | 2008 | 1026,00 | 1375,78 | 2345,50 |
| 2       | DOE/NNSA/LLNL USA                                    | BlueGene/L – eServer Blue Gene Solution IBM        | 212992 PowerPC | 2007 | 478,20  | 596,38  | 2329,60 |
| 3       | Argonne National Laboratory USA                      | Blue Gene/P – eServer Blue Gene Solution IBM       | 163840 PowerPC | 2007 | 450,30  | 557,06  | 1260,00 |
| 4       | University of Texas USA                              | Ranger – Sun Blade System Sun Microsystems         | 62976 Opteron  | 2008 | 326,00  | 503,81  | 2000,00 |
| 5       | Oak Ridge National Laboratory USA                    | Jaguar – Cray XT4/XT3 Cray                         | 30976 Opteron  | 2006 | 205,0   | 260,2   | 1580,71 |
| 6       | Forschungszentrum Juelich (FZJ) Niemcy               | JUGENE – eServer Blue Gene Solution IBM            | 65536 PowerPC  | 2007 | 167,3   | 222,8   | 504,00  |
| 7       | New Mexico Computing Applications Center (NMCAC) USA | SGI Altix ICE 8200 SGI                             | 14336 Xeon     | 2007 | 126,9   | 172     | 861,63  |
| 8       | Computational Research Laboratories, TATA SONS Indie | EKA – Cluster Platform 3000 BL460c Hewlett-Packard | 23016 Xeon     | 2006 | 117,9   | 170,9   | 786,00  |
| 9       | IDRIS Francja                                        | Blue Gene/P – eServer Blue Gene Solution IBM       | 40960 PowerPC  | 2008 | 112,50  | 139,26  | 315,00  |
| 10      | Total Exploration Production Francja                 | SGI Altix ICE 8200EX – SGI Altix SGI               | 10240 Xeon     | 2008 | 106,10  | 122,88  | 442,00  |
| 45      | Politechnika Gdańska Polska                          | Galera – ACTION Cluster ACTION                     | 5336 Xeon      | 2008 | 38,17   | 49,73   | b.d.    |
| 274     | ABC Data Sp. Z 0.0. Polska                           | HP Cluster Platform 3000BL Hewlett-Packard         | 10240 Xeon     | 2008 | 12,51   | 22,13   | b.d.    |
| 318     | Politechnika Wrocławska Polska                       | Nova – ACTION Cluster ACTION                       | 1696 Xeon      | 2008 | 11,34   | 15,99   | b.d.    |

### Pierwsza dziesiątka z 30. rankingu
(opublikowana w listopadzie 2007)
| Pozycja | Centrum, kraj                                                   | Nazwa, producent                                         | Rdzenie, typ   | Rok  | Rmax  | Rpeak  |
| ------- | --------------------------------------------------------------- | -------------------------------------------------------- | -------------- | ---- | ----- | ------ |
| 1       | DOE/NNSA/LLNL USA                                               | BlueGene/L – eServer Blue Gene Solution IBM              | 212992 PowerPC | 2007 | 478,2 | 596,4  |
| 2       | Forschungszentrum Juelich (FZJ) Niemcy                          | JUGENE – eServer Blue Gene Solution IBM                  | 65536 PowerPC  | 2007 | 167,3 | 222,8  |
| 3       | SGI/New Mexico Computing Applications Center (NMCAC) USA        | bez nazwy – SGI Altix ICE 8200 SGI                       | 14336 Xeon     | 2007 | 126,9 | 172    |
| 4       | Computational Research Laboratories, TATA SONS Indie            | EKA – Cluster Platform 3000 BL460c Hewlett-Packard       | 23016 Xeon     | 2006 | 117,9 | 170,9  |
| 5       | agencja rządowa Szwecja                                         | bez nazwy – Cluster Platform 3000 BL460c Hewlett-Packard | 13728 Xeon     | 2007 | 102,8 | 146,4  |
| 6       | NNSA/Sandia National Laboratories USA                           | Red Storm – Cray XT3 Cray                                | 26569 Opteron  | 2007 | 102,2 | 127,5  |
| 7       | Oak Ridge National Laboratory USA                               | Jaguar – Cray XT4/XT3 Cray                               | 23016 Opteron  | 2006 | 101,7 | 119,35 |
| 8       | IBM Thomas J. Watson Research Center USA                        | BGW – eServer Blue Gene Solution IBM                     | 40960 PowerPC  | 2005 | 91,3  | 114,7  |
| 9       | NERSC/LBNL USA                                                  | Franklin – Cray XT4 Cray                                 | 19320 Opteron  | 2007 | 85,4  | 100,5  |
| 10      | Stony Brook/BNL, New York Center for Computational Sciences USA | New York Blue – eServer Blue Gene Solution IBM           | 36864 PowerPC  | 2007 | 82,2  | 103,2  |

### Pierwsza dziesiątka z 29. rankingu
(opublikowana w lipcu 2007)
| Pozycja | Centrum, kraj                                                | Nazwa, producent                               | Rdzenie, typ   | Rok  | Rmax   | Rpeak   |
| ------- | ------------------------------------------------------------ | ---------------------------------------------- | -------------- | ---- | ------ | ------- |
| 1       | Lawrence Livermore National Laboratory USA                   | BlueGene/L – eServer Blue Gene Solution IBM    | 131072 Power   | 2005 | 280,6  | 367     |
| 2       | Oak Ridge National Laboratory USA                            | Jaguar – Cray XT4/XT3 Cray                     | 23016 Opteron  | 2006 | 101,7  | 119,35  |
| 3       | Sandia National Laboratories USA                             | Red Storm – Cray XT3 Cray                      | 26544 Opteron  | 2006 | 101,4  | 127,411 |
| 4       | IBM Thomas J. Watson Research Center USA                     | BGW – eServer Blue Gene Solution IBM           | 40960 Power    | 2005 | 91,29  | 114,688 |
| 5       | New York Center for Computional Sciences USA                 | New York Blue – eServer Blue Gene Solution IBM | 36864 Power    | 2007 | 82,161 | 103,219 |
| 6       | Lawrence Livermore National Laboratory USA                   | ASC Purple – eServer pSeries p5 575 IBM        | 12208 Power    | 2006 | 75,76  | 92,781  |
| 7       | RPI, Computational Center for Nanotechnology Innovations USA | Unnamed – eServer Blue Gene Solution IBM       | 32768 Power    | 2007 | 73,032 | 91,75   |
| 8       | National Center for Supercomputing Applications USA          | Abe – PowerEdge 1955 Dell                      | 9600 Xeon      | 2007 | 62,68  | 89,5872 |
| 9       | Barcelona Supercomputing Center Hiszpania                    | MareNostrum – BladeCenter JS21 IBM             | 10240 Power    | 2006 | 62,63  | 94,208  |
| 10      | Leibniz Rechenzentrum Niemcy                                 | HLRB-II – SGI Altix 4700 SGI                   | 9728 Itanium 2 | 2007 | 56,52  | 62,2592 |